# Burg Oberhornstolz
Die Burg Oberhornstolz ist eine abgegangene Burg bei dem Wohnplatz    Oberhornstolz der Gemeinde Eberhardzell im Landkreis Biberach (Baden-Württemberg).
Die heute nicht mehr lokalisierbare Burg wurde 1528 genannt und war Sitz der Herren von Hostlitz. 1805 fand eine Vereinödung statt.